# Vilanova de l'Aguda
Vilanova de l'Aguda és un municipi de Catalunya situat a la comarca de la Noguera, al Segre Mitjà. El municipi està inclòs dins del partit judicial de Solsona i dins del Bisbat d'Urgell.

## Història
El municipi de Vilanova de l'Aguda és el resultat de l'agrupació de tres entitats històriques: la del castell de l'Aguda, la baronia de Ribelles, i la quadra de la Figuera. Aquests tres antics termes, a la fi de l'any 1840 s'agruparen per formar l'actual municipi. El terme del castell de l'Aguda, el formava el poble de Vilanova i les cases de la Vall. Pel de Ribelles, a més de les cases construïdes al costat del castell, en depenien els pobles de l'Alzina, Vilalta i Guardiola. I pel terme del castell de la Figuera, avui dia del tot deshabitat, era a dalt del serrat del mateix nom, entre els pobles de Ribelles i Vilanova de l'Aguda. Per tant, el municipi de Vilanova de l'Aguda el formen els pobles de Vilanova, Ribelles, l'Alzina, Vilalta, Guardiola, les cases de la Vall o de Valldàries, i trenta-cinc masies: sis del poble de Vilanova, vint-i-dues del de Ribelles, cinc de l'Alzina, i dues de Guardiola.

## Geografia
- Llista de topònims de Vilanova de l'Aguda (Orografia: muntanyes, serres, collades, indrets..; hidrografia: rius, fonts...; edificis: cases, masies, esglésies, etc)

## Economia
La seva estructura econòmica està basada en l'agricultura de cereal de secà, tot i que amb l'arribada del canal Segarra-Garrigues (2009) s'ha començat a introduir el cultiu de regadiu; i la ramaderia, en la major part porcina.

## Demografia
| 1497 f | 1515 f | 1553 f | 1717 | 1787 | 1857 | 1877 | 1887 | 1900 | 1910 |
| ------ | ------ | ------ | ---- | ---- | ---- | ---- | ---- | ---- | ---- |
| 59     | 31     | 25     | 288  | 221  | 952  | 779  | 895  | 743  | 732  |

| 1920 | 1930 | 1940 | 1950 | 1960 | 1970 | 1981 | 1990 | 1992 | 1994 |
| ---- | ---- | ---- | ---- | ---- | ---- | ---- | ---- | ---- | ---- |
| 728  | 648  | 604  | 627  | 514  | 446  | 324  | 277  | 278  | 278  |

| 1996 | 1998 | 2000 | 2002 | 2004 | 2006 | 2008 | 2010 | 2012 | 2014 |
| ---- | ---- | ---- | ---- | ---- | ---- | ---- | ---- | ---- | ---- |
| 296  | 270  | 273  | 264  | 248  | 246  | 227  | 235  | 242  | 228  |

| 2016 | 2018 | 2020 | 2022 | 2024 | 2026 | 2028 | 2030 | 2032 | 2034 |
| ---- | ---- | ---- | ---- | ---- | ---- | ---- | ---- | ---- | ---- |
| 213  | 202  | 200  | 200  | 193  | -    | -    | -    | -    | -    |

Municipi a l'extrem nord-oriental de la comarca de La Noguera (Lleida), a la vall del riu Llobregós, al límit amb les comarques de l'Alt Urgell, el Solsonès i la Segarra i té una extensió de 54 km².
| Entitat de població | Habitants (2023) |
| Vilanova de l'Aguda | 93               |
| Ribelles            | 57               |
| l'Alzina            | 27               |
| Guardiola           | 10               |
| Vilalta             | 5                |
| Font: Idescat       |                  |

## Edificis i llocs d'interès
Als pobles que constitueixen el municipi de Vilanova de l'Aguda, hi ha els castells, esglésies, ermites i capelles següents:
A Vilanova, hi ha l'església parroquial, del Segle XVII, que està dedicada a l'Assumpció de la Mare de Déu. De la primitiva església parroquial, dedicada a Sant Andreu, tan sols queden una capelleta i l'imponent campanar de torre.
L'ermita romànica, de la Mare de Déu de les Omedes, la de Santa Perpètua, de finals del xviii, i la capella de Sant Tomàs, del segle xvi, al costat de la masia, avui deshabitada, de can Bosc.
A la Vall, tenim les restes del castell de l'Aguda, envoltat de les cases en ruïnes del petit poble. Sota el castell, l'església parroquial, dedicada a Sant Miquel, romànica. I al fons de la Vall, al costat de la casa de Porcell, la capella, avui dia del tot enrunada de Sant Pere.
A Ribelles hi ha el castell datat de principis del segle xi, la parroquial dedicada a Santa Maria, construcció romànica. Les capelles de Sant Miquel del Castell, i la del Sant Crist, en el cementiri del costat del castell, i als afores, l'ermita de la Mare de Déu dels Esclopets, i les capelles a les cases de can Valls, dedicada a Sant Josep, del segle xix, i la de la masia de la Torre, avui sense culte, dedicada a la Mare de Déu del Roser, i que anys enrere era sota l'advocació de Sant Domènec. També cal esmentar, la presa o peixera, obra de grans blocs de pedra, acabada de construir el 1767, que desvia les aigües del Llobregós cap a dos molins, un de farina i un altre d'oli. I el pont, també de pedra, de quatre ulls, construït entre el 1817 i 1818, per on el camí que va de Ribelles als pobles de l'Alzina i Vilalta, travessa el riu.
A la Figuera, hi ha les restes del castell i l'església romànica dedicada a Sant Martí, del tot enrunada.
A l'Alzina, la parroquial dedicada a Sant Salvador, d'origen romànic.
A Vilalta, la parròquia sota l'advocació de Sant Salvador, notable edifici neoclàssic.
I a Guardiola, la parroquial, dedicada a Sant Martí, i als afores del poble l'ermita de Sant Magí.

## Cultura i societat
Al llarg de l'any, als pobles que formen el municipi de Vilanova de l'Aguda se celebren diverses festes i aplecs.
- Vilanova de l'Aguda. Al febrer, el dissabte de Carnaval, el Ranxo. El 7 de març i el 12 d'octubre, es puja a l'ermita de Santa Perpètua. L'últim diumenge de maig, la Festa del Roser. I el 14 i 15 d'agost la Festa Major.
- Les cases de la Vall o Valldàries. El 29 de setembre, aplec a Sant Miquel del Castell o de Valldàries.
- Ribelles. Els dissabtes pròxims als dies 25 de març, 23 d'abril i 27 de setembre, aplec a l'ermita de la Mare de Déu dels Esclopets. El dissabte més proper al 15 de maig, Festa del Roser. I l'11 i 12 de setembre la Festa Major.
- L'Alzina. El cap de setmana per sobre de Sant Salvador (6 d'agost), se celebra la Festa Major.
- Vilalta. El cap de setmana abans de Sant Salvador (6 d'agost), la Festa Major.
- Guardiola. L'últim diumenge d'abril, l'aplec a l'ermita de Sant Magí.

## Associacions i entitats
Al municipi hi ha l'equip de futbol de la Unió Esportiva Vilanova de l'Aguda fundat a principi de la dècada de 1930, i que des de la fi de la dècada de 1970 i fins a l'actualitat, ha jugat ininterrompudament per diferents categories del futbol regional lleidatà. Juga a la quarta divisió catalana. L'Associació de joves de Vilanova de l'Aguda, que entre altres actes que organitza l'Esgarrinxada, una cursa de bicicleta amb diferents nivells de dificultats traçada per diferents indrets del municipi. Altres associacions són els Amics de Vilanova de l'Aguda que ja han organitzat per setzena vegada una caminada pels volts del municipi i l'Associació de veïns de Ribelles.